# Myzomèle écarlate
Myzomela sanguinolenta
Espèce
Statut de conservation UICN

 LC  : Préoccupation mineure
Le Myzomèle écarlate (Myzomela sanguinolenta) est une espèce de passereaux de la famille des Meliphagidae.

## Description

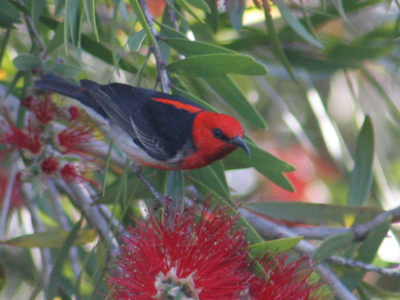
Mâle Myzomèle écarlate.

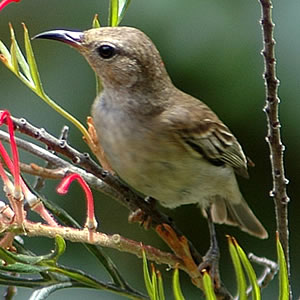
Femelle Myzomèle écarlate.

Le mâle Myzomèle écarlate mesure 10 à 11 cm de long, et a une tête, une poitrine, une nuque et le haut du dos rouge vif. La queue et les ailes sont noires et le ventre est blanc. La femelle est brun pâle avec un ventre blanchâtre.
On peut confondre les mâles avec le Myzomèle à tête rouge dans le nord du Queensland, où ils sont présents tous les deux, mais la coloration rouge de ce dernier se limite à la tête.

## Taxinomie
Il a été décrit à l'origine sous le nom Certhia sanguinolenta par l'ornithologue John Latham en 1802. Il fait partie du genre Myzomela, tout comme d'autres espèces à la tête rouge, le Myzomèle à tête rouge au nord de l'Australie et le Myzomèle cardinal de Vanuatu, ainsi que le Myzomèle ombré.